# 斯科基 (伊利諾伊州)
斯科基（英語：Skokie）是位於美國伊利諾伊州庫克縣的一個村落。

## 地理
斯科基的座標為42°02′00″N 87°47′34″W / 42.03333°N 87.79278°W，而該地最高點為海拔高度186米（即610英尺）。

## 人口
根據2010年美國人口普查的數據，斯科基的面積為26.07平方千米，當中陸地面積為26.07平方千米，而水域面積為0.00平方千米。當地共有人口64784人，而人口密度為每平方千米2,485人。